# دیدارهای فوتبال ایران و اکوادور
تیم ملی ایران و تیم ملی اکوادور تاکنون ۴ بار در مقابل یکدیگر قرار گرفته‌اند. حاصل این بازیها، ۱ برد برای تیم ملی ایران، ۱ برد برای تیم ملی اکوادور و ۲ مساوی میباشد 
در این بازیها جمعاً ۸ گل به ثمر رسیده است که سهم هر کدام از دو تیم ۴ گل می‌باشد
این دو تیم هرگز در یک دیدار رسمی برابر هم قرار نگرفته‌اند و هر چهار بازی این دو تیم بازیهای دوستانه بوده است. همچنین این دو تیم هرگز در خاک یکی از این دو کشور در برابر هم قرار نگرفته‌اند

## اولین بازی
اولین بازی بین این دو تیم در تاریخ ۳۱ خرداد ۱۳۵۱ در شهر رکیف برزیل در جام استقلال این کشور با نتیجه یک بر یک به پایان رسید

## بررسی کلی بازیها
| بردهای ایران   | ۱ بازی |               | گل‌های ایران | ۴ گل                             |        | بازی‌های برگزار شده در ایران | ۰ بازی |
| مساوی          | ۲ بازی | گل‌های اکوادور | ۴ گل        | بازی‌های برگزار شده در کشور بی‌طرف | ۴ بازی |                             |        |
| بردهای اکوادور | ۱ بازی |               |             | بازی‌های برگزار شده در اکوادور    | ۰ بازی |                             |        |
| مجموع بازی‌ها   | ۴ بازی | مجموع گل‌ها    | ۸ گل        | مجموع بازی‌ها                     | ۴ بازی |                             |        |

## عنوان بازیها
| #   | عنوان بازی | تعداد بازی | برد ایران | برد اکوادور | مساوی |
| --- | ---------- | ---------- | --------- | ----------- | ----- |
| ۱   | دوستانه    | ۴          | ۱         | ۱           | ۲     |
| جمع | جمع        | ۴          | ۱         | ۱           | ۲     |

## میزبان و میهمان
| بازیهایی که در ایران برگزار شده است       | بازیهایی که در ایران برگزار شده است | بازیهایی که در ایران برگزار شده است | بازیهایی که در ایران برگزار شده است |
| تیم                                       | برد                                 | مساوی                               | باخت                                |
| ----------------------------------------- | ----------------------------------- | ----------------------------------- | ----------------------------------- |
| ایران                                     | ۰                                   | ۰                                   | ۰                                   |
| اکوادور                                   | ۰                                   | ۰                                   | ۰                                   |
| بازیهایی که در اکوادور برگزار شده است     |                                     |                                     |                                     |
| تیم                                       | برد                                 | مساوی                               | باخت                                |
| ایران                                     | ۰                                   | ۰                                   | ۰                                   |
| اکوادور                                   | ۰                                   | ۰                                   | ۰                                   |
| بازیهایی که در کشوری بی‌طرف برگزار شده است |                                     |                                     |                                     |
| تیم                                       | برد                                 | مساوی                               | باخت                                |
| ایران                                     | ۱                                   | ۲                                   | ۱                                   |
| اکوادور                                   | ۱                                   | ۲                                   | ۱                                   |

## فهرست کلی بازیها
| # | تاریخ         | نتیجه بازی          | ورزشگاه / شهر                    | عنوان بازیها          | گلزنان                                       |
| - | ------------- | ------------------- | -------------------------------- | --------------------- | -------------------------------------------- |
| ۴ | ۲۷ آذر ۱۳۸۷   | ایران ۰ - ۱ اکوادور | ورزشگاه سلطان قابوس، مسقط        | تورنمنت ۴ جانبه عمان  | فیدل مارتنیز (۵۴)                            |
| ۳ | ۲۲ دی ۱۳۷۸    | ایران ۲ - ۱ اکوادور | ورزشگاه یادبود کولیسیم، لس آنجلس | بازی دوستانه          | علی دایی (۲۶) – علی موسوی (۷۰) ** کوبِرو (۸۷) |
| ۲ | ۱۳ خرداد ۱۳۷۸ | ایران ۱ - ۱ اکوادور | ورزشگاه کامنولث، ادمونتون        | تورنمنت فوتبال کانادا | علی موسوی (۶۶) ** آلبرتو مونتانو (۳۹)        |
| ۱ | ۳۱ خرداد ۱۳۵۱ | ایران ۱ - ۱ اکوادور | ورزشگاه سانتا کروز، رکیف         | جام استقلال برزیل     | پرویز قلیچ‌خانی (۳۶) ** فیلیکس لاسو (۱۵)      |

## گلزنان
کلا ۳ بازیکن ایرانی با پیراهن تیم ملی ایران موفق به زدن گل به تیم ملی اکوادور شده‌اند که علی موسوی با زدن ۲ گل بهترین گلزن ایران در این بازیها میباشد
چهار گل تیم اکوادور نیز توسط چهار بازیکن مختلف زده شده است

### گلزنان ایران
- ۲ گل : علی موسوی
- ۱ گل : علی دایی – پرویز قلیچ‌خانی

### گلزنان اکوادور
۱ گل : فیدل مارتنیز – کوبِرو – آلبرتو مونتانو – فیلیکس لاسو